# Membri ai Academiei Române - O
Aceasta este o listă a tuturor membrilor Academiei Române ale căror nume încep cu litera O, începând cu anul înființării Academiei Române (1866) până în prezent.
- Mihail (Gheorghiad) Obedenaru (1839 - 1885), medic, publicist, diplomat, membru corespondent (1871)
- Hermann Oberth (1894 - 1980), fizician, matematician, inventator, ales post-mortem (1991)
- Grigore Obrejanu (1911 - 1992), pedolog, membru titular (1963)
- Alexandru Odobescu (1834 - 1895), scriitor, istoric, membru titular (1870)
- Ștefan Odobleja (1902 - 1978), medic, ales post-mortem (1990)
- Simion Oeriu (1902 - 1976), biochimist, membru corespondent (1948)
- Gheorghe A. Olănescu (1905 - 1986), medic, membru corespondent (1963)
- Dumitru C. Ollănescu-Ascanio (1849 - 1908), scriitor, membru titular (1893)
- Mircea Olteanu (1926 - 2011), medic, membru de onoare (1992)
- Dimitrie Onciul (1856 - 1923), istoric, membru titular (1905)
- Octav Onicescu (1892 - 1983), matematician, membru titular (1965)
- Virgil Onițiu (1864 - 1915), scriitor, membru corespondent (1902)
- George Oprescu (1881 - 1969), istoric, critic, colecționar, membru de onoare (1948)
- Constantin C. Orghidan (1874 - 1944), inginer, colecționar, membru de onoare (1942)
- Teodor Oroveanu (1920 - 2005), inginer, membru corespondent (1991)
- Giorgio Ugo Augosto Ostrogovich (1904 - 1984), chimist, membru corespondent (1974)
- Ion Păun Otiman (n. 1942), inginer agronom, economist, membru titular (1999)
- Andrei Oțetea (1894 - 1977), istoric, membru titular (1955)